# Ponta do Arnel

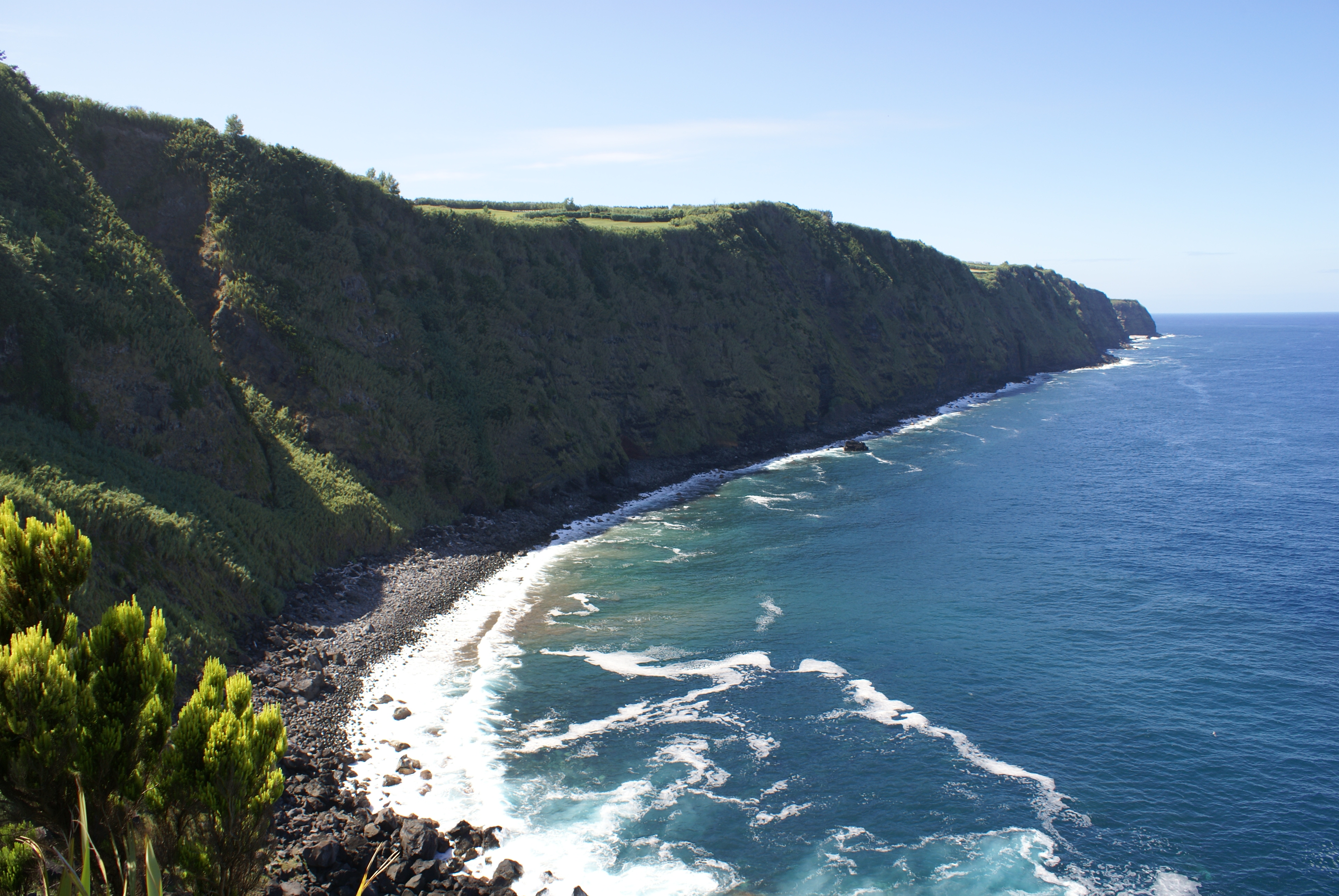
Vista da Baía da Ponta do Arnel, Ponta do Arnel

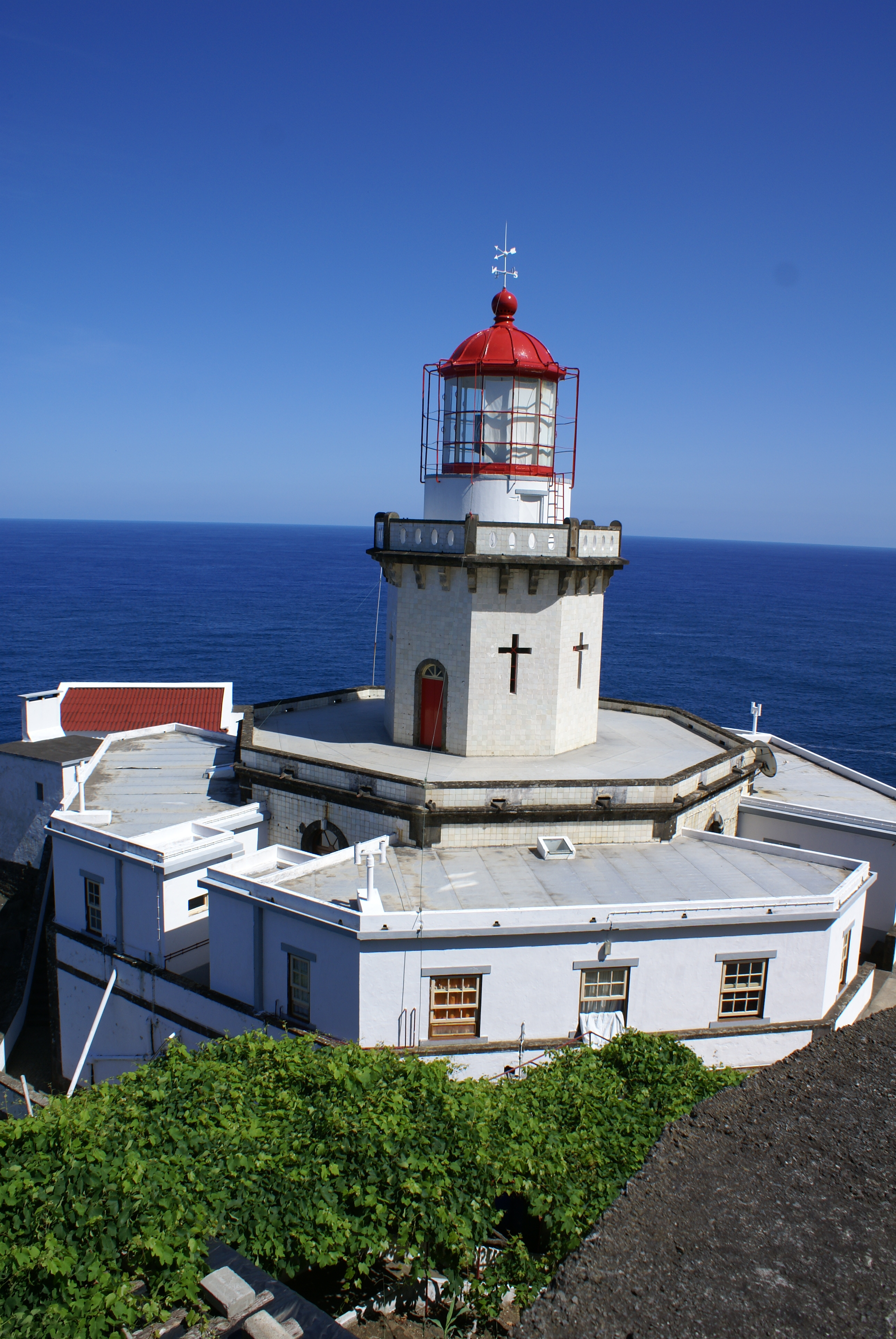
Farol do Arnel, Ponta o Arnel

A Ponta do Arnel é um promontório localizado no concelho de Nordeste, ilha de São Miguel, arquipélago dos Açores. Nele se localiza o Farol da Ponta do Arnel.

## Descrição
Nesta formação geológica encontra-se o Miradouro da Ponta do Arnel e o Farol da Ponta do Arnel e tem inicio a importante IBA da Ponta do Arnel e Faial da Terra.
Este local entrou para a história de Portugal no dia 20 de Outubro de 1918 quando um bote salva-vidas pertencente ao navio de guerra da Marinha de Guerra Portuguesa, o Augusto de Castilho, carregado do marinheiros encontrou terra após o seu afundamento pelo submarino alemão no dia 14 de outubro de 1918, após vários dias perdidos no mar.

## Referência
- «Ponta do Arnel.»